# Схепи
Схепи (груз. სხეფი) — село в Грузии, на территории Шуахевского муниципалитета автономной республики Аджария.

## География
Село находится в юго-западной части Грузии, к северу от реки Аджарисцкали, на расстоянии 1 километра (по прямой) к северу от посёлка городского типа Шуахеви, административного центра муниципалитета. Абсолютная высота — 936 метров над уровнем моря.

## Население
По результатам официальной переписи населения 2014 года, в Схепи проживало 190 человек (93 мужчины и 97 женщин). В национальной структуре населения грузины составляли 99,5 %, абхазы — 0,5 %.
| Год  | Население, человек |
| ---- | ------------------ |
| 2002 | 212                |
| 2014 | ↘ 190              |